# جيليزنوغورسك (مقاطعة كورسك)
جيليزنوغورسك (بالروسية: Железногорск) هي إحدى مدن روسيا في الكيان الفدرالي الروسي كورسك أوبلاست.

## أعلام
- إغور كيريف
- فيتالي بانوف